# Jagdgeschwader 400
Il Jagdgeschwader 400 (JG 400 - 400º stormo caccia) fu un reparto aereo della Luftwaffe, l'aeronautica militare tedesca, attivo dal 1944 al 1945. Fu creato appositamente per l'impiego del Messerschmitt Me 163 e rimane l'unica unità della storia dell'aviazione ad aver impiegato in combattimento velivoli con motore a razzo.

## Storia

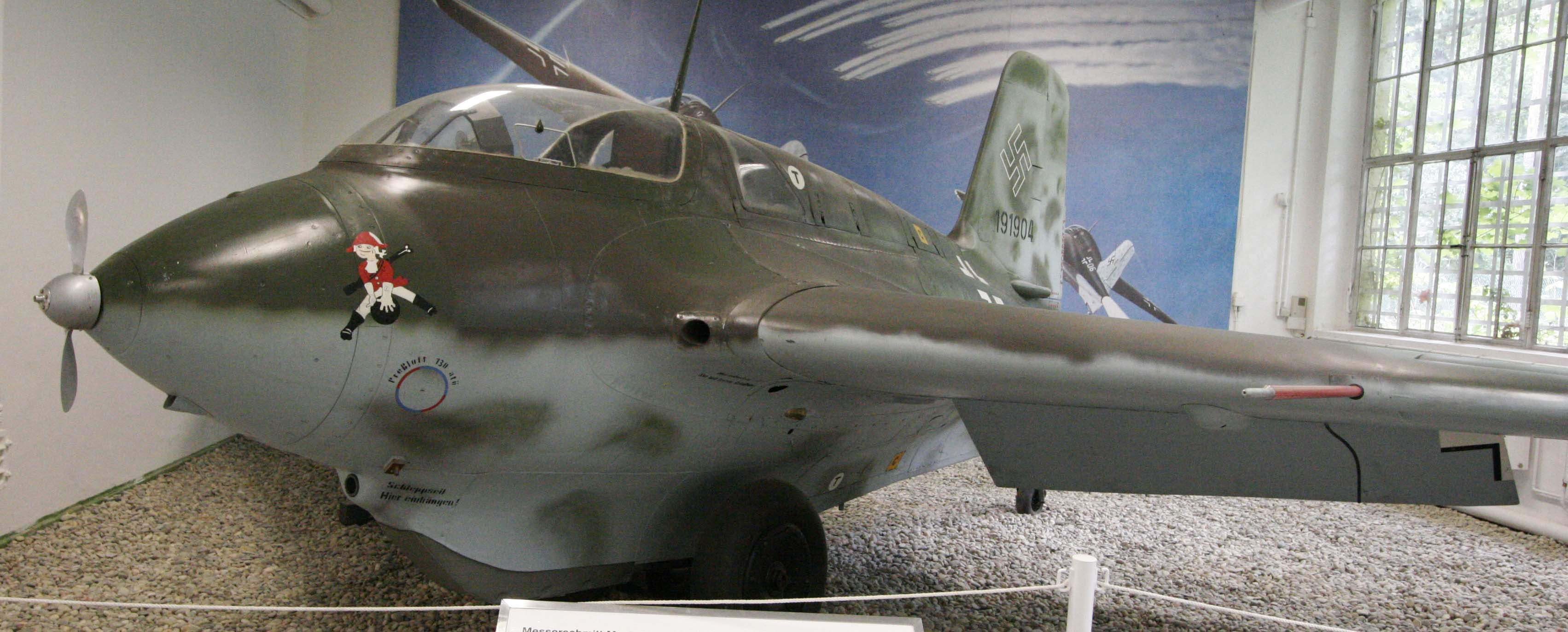
Un Me-163 appartenente al 1.JG 400. Sul muro riporta l'emblema della squadriglia, il Barone di Münchhausen

Il Major Wolfgang Späte fu trasferito dal JG 54 all'unità sperimentale Erprobungskommando 16 di Bad Zwischenahn, nel nord della Germania, dove il Messerschmitt Me 163 Komet era in fase di sviluppo e di test. Nel luglio 1944 il Me-163B, versione con diverse migliorie soprattutto nel propulsore a razzo, fu dichiarato operativo e a Späte fu affidato il comando del neonato JG 400, l'unico reparto ad impiegare il Me 163 in prima linea. A causa dell'elevatissimo rateo di salita e della bassa autonomia del Komet, inizialmente la Luftwaffe posizionò le Staffel (squadriglie) di Me-163 in punti strategici della Germania, tali da permettere l'intercettazione delle formazioni di bombardieri alleati in rotta verso obiettivi militari. Il JG 400 fu inizialmente basato a Venlo, nei Paesi Bassi, ed in seguito fu trasferito a Brandis, città vicino a Lipsia. I Me 163B-1a entrarono in azione per la prima volta il 6 agosto 1944, ottenendo l'abbattimento di tre P-51 Mustang del 352th Fighter Group ad opera di due Me 163. Il 16 agosto il JG 400 intercettò per la prima volta una formazione di B-17 Flying Fortress. Il tenente Hartmut Ryll riuscì ad ingaggiare un B-17, ma fu abbattuto ed ucciso da due P-51 del 359th Fighter Group. Il 24 agosto il reparto si scontrò nuovamente con diversi B-17. Due furono abbattuti da Siegfred Schubert ed un terzo dal suo gregario. Il reparto perse un Komet, abbattuto da un mitragliere alleato. L'11 settembre, 7 Me 163 del JG 400 attaccarono nuovamente una formazione di B-17, abbattendone tre. Il 7 ottobre fu la volta di altri due B-17, ma nell'azione il reparto perse a sua volta due Komet. Al 24 settembre, il JG 400 disponeva di 11 Me 163 in condizioni operative, ma era a corto di piloti in grado di pilotarli. I Komet del reparto riuscivano ad operare circa 5 giorni in un mese. Il maggior numero di Komet in azione, registrato il 28 settembre, fu di 9. Nello stesso mese le due fabbriche principali che producevano il carburante per i Me 163 furono gravemente danneggiate dai bombardamenti alleati, e la conseguente carenza di carburante ostacolò il JG 400 per il resto della guerra.
Presto furono sviluppate nuove tattiche di combattimento adatte alla caratteristiche del Me 163. In generale, consistevano nel attraversare in velocità le formazioni di bombardieri fino al raggiungimento di un'altitudine di 40.000 piedi (circa 12.200 m), per poi buttare l'aereo in picchiata ri-attraversando la formazione. In questo modo i piloti avevano la possibilità di mirare e sparare un paio di raffiche coi cannoni da 30 mm, prima di virare e tornare al campo base. Le formazioni alleate studiarono a loro volta diversi modi per contrastare i Komet. Quasi subito fu notata la loro brevissima autonomia, inoltre si notò anche che, durante la fase di planata, i Komet erano estremamente vulnerabili ai caccia di scorta. Brandis fu inoltre rapidamente identificato come la base operativa del JG 400. Tra le altre questioni a cui piloti del JG 400 dovettero far fronte, ci furono l'instabilità intrinseca del velivolo e del suo combustibile. L'elevate velocità di avvicinamento del Komet rendeva molto difficile per i piloti mirare e sparare. Tra le varie soluzioni sperimentate ci fu il SG 500 Jagdfaust, un cannone da 50 mm. Ne venivano montati 6 sparanti verso l'alto. Tali cannoni erano attivati da una fotocellula posizionata nella parte superiore del velivolo. Quando il Komet volava sotto un bombardiere, l'ombra di questo innescato i colpi dei cannoni. Da documenti dell'epoca emerge che questo sistema fu impiegato un'unica volta in combattimento, riuscendo ad abbattere un Halifax della RAF.
Nonostante furono prodotti oltre 300 Me 163B, oltre ad alcuni esemplare di Me 163C caratterizzati da una maggior quantità di carburante, alla fine della guerra solo 9 vittorie furono accreditate al JG 400. Il reparto, di contro, perse 14 Komet, principalmente per errore del pilota e guasti tecnici. Il I./JG 400 fu sciolto a Brandis nell'aprile del 1945, mentre II./JG 400 fu sciolto a Husum.

## Piloti
L'Oberleutnant Adolf Niemeyer effettuò oltre 30 missioni di combattimento coi Komet, sviluppando inoltre la variante dotata di 24 razzi R4M montati sotto le ali. Kurt Schiebeler effettuò oltre 20 missioni coi Komet, ottenendo due vittorie, entrambe contro B-17, nel settembre-ottobre 1944. Rolf "Bubi" Glogner ottenne una sola vittoria aerea, dichiarando l'abbattimento un DH.98 Mosquito sopra Lipsia il 16 marzo 1945. Secondo un rapporto britannico il Mosquito in questione, matricola NS795 del No. 544 Squadron, pilotato dal R. M. Hays, riuscì invece sopravvivere allo scontro, anche se fu obbligato ad un atterraggio di fortuna in territorio francese.
L'Oberleutnant Franz Woidich, Staffelkapitän del 6./JG 400, ottenne una vittoria il 22 aprile 1945. Siegfried Schubert è considerato il pilota di Komet di maggior successo, ottenendo l'abbattimento confermato di tre bombardieri quadrimotore alleati. Rimase ucciso in azione il 7 ottobre 1944. Il tenente Fritz Kelb ottenne una vittoria, ai danni di un B-17, il 10 aprile 1945, inoltre aveva un ottenuto un'altra vittoria volando col caccia a reazione Me 262. Fu ucciso in azione il 30 aprile 1945.

## Comandanti

### Kommodore (comandanti di stormo)
- Major Wolfgang Späte, 1º febbraio 1944 - marzo 1945

### Gruppenkommandeure (comandanti di gruppo)

#### I. Gruppe
- Hauptmann Robert Olejnik, aprile 1944
- Hauptmann Wilhelm Fulda, 25 novembre 1944 - 19 aprile 1945

#### II. Gruppe
- Hauptmann Rudolf Opitz, 1º gennaio 1944 - maggio 1945

#### III. Gruppe
- Oberleutant Franz Medicus, 21 luglio 1944 -; 13 ottobre 1944